# Ајтрах
Ајтрах (њем. Aitrach) општина је у њемачкој савезној држави Баден-Виртемберг. Једно је од 39 општинских средишта округа Равенсбург. Према процјени из 2010. у општини је живјело 2.503 становника. Посједује регионалну шифру (AGS) 8436004.

## Географија
Ајтрах се налази у савезној држави Баден-Виртемберг у округу Равенсбург. Општина се налази на надморској висини од 596 метара. Површина општине износи 30,2 km².

## Становништво
У самом мјесту је, према процјени из 2010. године, живјело 2.503 становника. Просјечна густина становништва износи 83 становника/km².